# Leopoldus Primus
Die Leopoldus Primus war im späten 17. Jahrhundert das erste Konvoischiff der Freien Reichsstadt Hamburg. Sie wurde für den Einsatz gegen die Piraterie auf den Handelsrouten nach Spanien, Portugal und Westafrika und zur Begleitung von Walfängern nach Grönland gebaut und war nach dem römisch-deutschen Kaiser Leopold I. benannt. Sie wurde 1668 in Dienst gestellt und nach 34 großen Fahrten 1705 abgewrackt. Sie war wahrscheinlich baugleich mit der bekannteren Wapen von Hamburg, die kurze Zeit später in Dienst gestellt wurde.

## Vorgeschichte

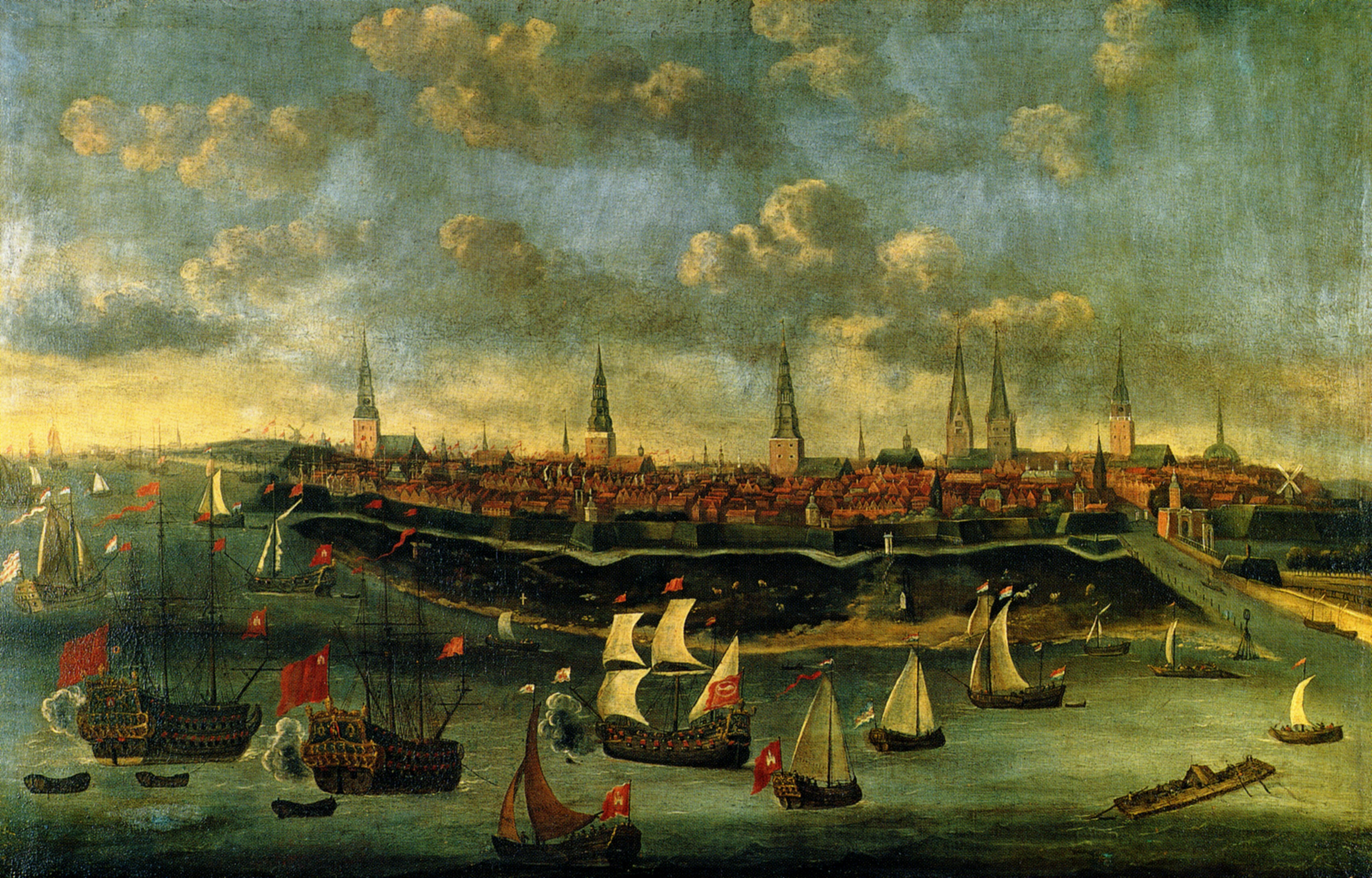
Stadtansicht von Hamburg mit der Wapen von Hamburg I (erste von links) und der Leopoldus Primus (zweite von links) auf einem Gemälde von Elias Galli etwa aus dem Jahre 1680. Die beiden Schiffe liegen vor Anker und schießen Salut für die Ausfahrt des Privatkonvoischiffes König Salomons Gericht (Mitte) des hamburgischen Reeders Geerd Harmsen Baker.

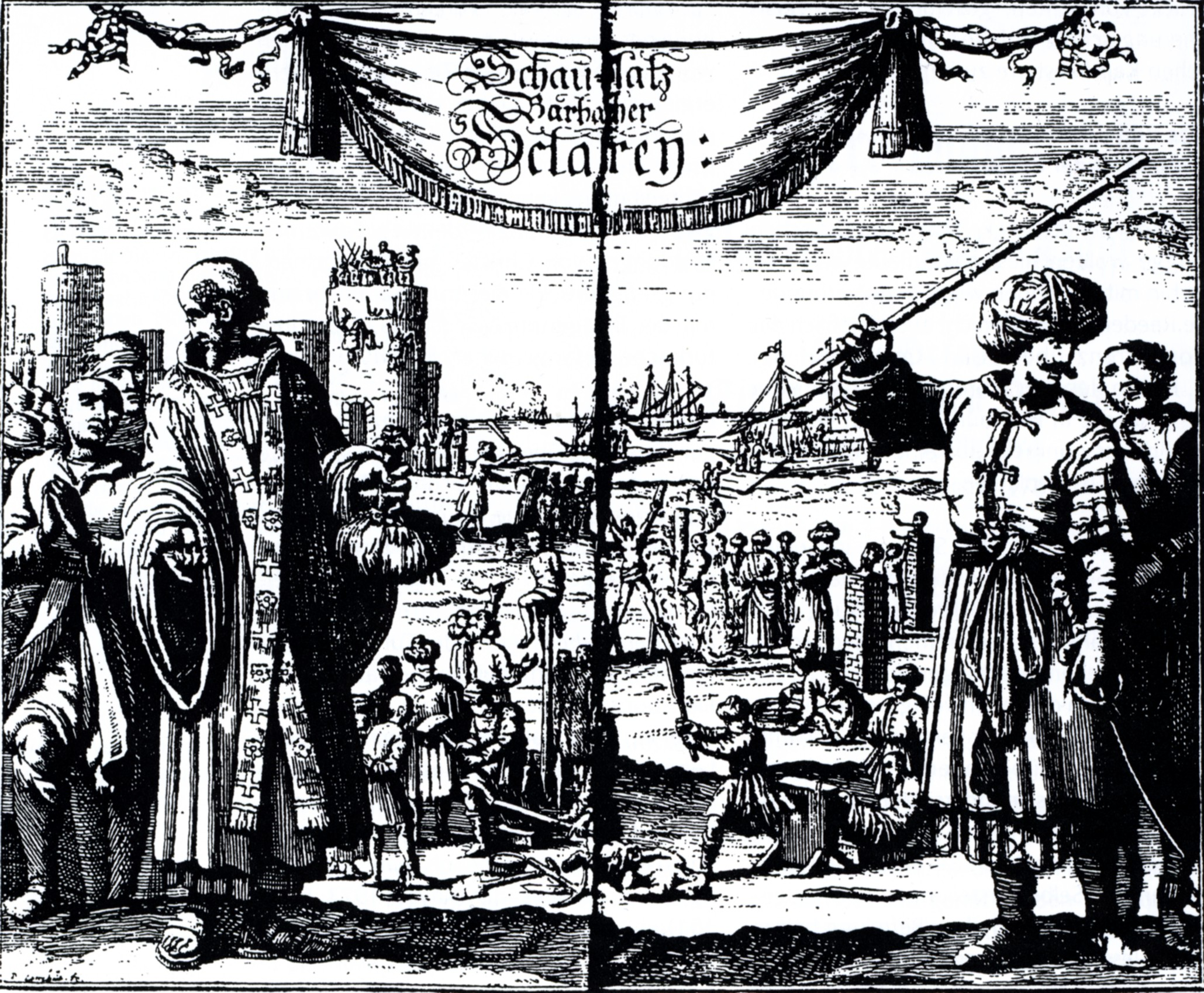
Schau-Platz barbarischer Sclaverey, Stich 1694. Durch eine besonders detaillierte Darstellung glaubte der Hamburger Zeitungsverleger Johann Frisch die vermeintlichen Grausamkeiten der meist als Barbaren bezeichneten Barbaresken seinem Publikum vor Augen führen zu müssen. Offenbar verband sich mit solchen Veröffentlichungen der Leiden der Hamburger Seeleute die Hoffnung, ein besonders lukratives Geschäft machen zu können.

Hamburg gewann durch den Niedergang der Hanse im Verlauf des 16. Jahrhunderts gegenüber der in der Hanse führenden Stadt Lübeck zunehmend an Bedeutung. Die Schwerpunkte der Handelsbeziehungen Hamburgs verschoben sich außerdem aus dem Nord- und Ostseeraum, des während des Mittelalters wichtigsten Handelsraums Hamburgs und der Hanse, zum Atlantik und in den Mittelmeerraum. Dies wurde verstärkt durch den Zuzug von sephardischen Juden aus Portugal sowie protestantischen und jüdischen Flüchtlingen aus den Niederlanden, die wichtige Kontakte in ihre Heimatländer mitbrachten. Es entwickelte sich ein erfolgreicher Handel unter anderem mit Kakao, Rosinen, Tabak, Stoffen und Gewürzen. Über den Handel mit der iberischen Halbinsel gelangten auch erstmals Rohstoffe wie Rohrzucker aus der Neuen Welt nach Hamburg.
Während des Dreißigjährigen Krieges verhielt sich Hamburg strikt neutral und war auch durch seine kurz vor dem Kriegsbeginn errichteten Festungsanlagen gegen Angriffe gut geschützt. Da zudem alle Kriegsparteien recht schnell erkannten, dass ihnen ein unversehrtes Hamburg am meisten nutzte, verlief der Krieg für die Stadt ohne große Beeinträchtigungen. So gelang es Hamburg Mitte des 17. Jahrhunderts, zu einer der wichtigsten Handelsmetropolen Europas nach London und Amsterdam aufzusteigen. Hamburg besaß Handelsbeziehungen, die von Archangelsk in Russland bis zu den Mittelmeerhäfen im Süden reichten.
Die Fahrten versprachen allerdings nicht nur hohe Gewinne, sondern brachten auch eine Vielzahl von Gefahren mit sich. Insbesondere im Mittelmeerraum war die Handelsschifffahrt durch Piraten bedroht. Hier agierten vornehmlich die Korsaren der unter osmanischer Oberherrschaft stehenden Barbareskenstaaten Algier, Tripolis und Tunis. Die Barbaresken erbeuteten viele Handelsschiffe samt Ladung und nahmen die Besatzung als Sklaven, die sie auf den Märkten des westlichen Mittelmeerraumes verkauften. Die Korsaren dehnten ihre Raubzüge in wenigen Einzelfällen sogar bis zur Elbmündung aus. Schiffe aus Hamburg waren besonders gefährdet, da die Hamburger – anders als die großen Seemächte – über keinen ausreichenden militärischen Schutz verfügten. Um die aus Hamburg stammenden und in Sklaverei geratenen Seeleute freikaufen zu können, wurde 1622 die erste private Sklavenkasse in Hamburg gegründet. Sie bot den Seeleuten eine Art Versicherung, um aus der Gefangenschaft freigekauft werden zu können.
Nachdem am 22. Juni 1662 acht voll beladene Schiffe mit Ladung im Wert von geschätzten anderthalb Millionen hamburgischer Courantmark auf der Höhe von Lissabon an die Piraten verloren gegangen waren, sahen sich der Rat und die Bürgerschaft von Hamburg endgültig gezwungen, Maßnahmen zu ergreifen. Sie beschlossen, bewaffnete Schiffe – sogenannte „Konvoischiffe“ – durch das Admiralitätskollegium auszurüsten und die Handelsschiffe im Verband fahren und durch diese Konvoischiffe bewachen zu lassen. Durch Verträge mit den führenden Seemächten sollte darüber hinaus der Schutz und die Sicherheit der eigenen Schiffe in fremden Häfen erhöht werden.

## Planungen und Bau

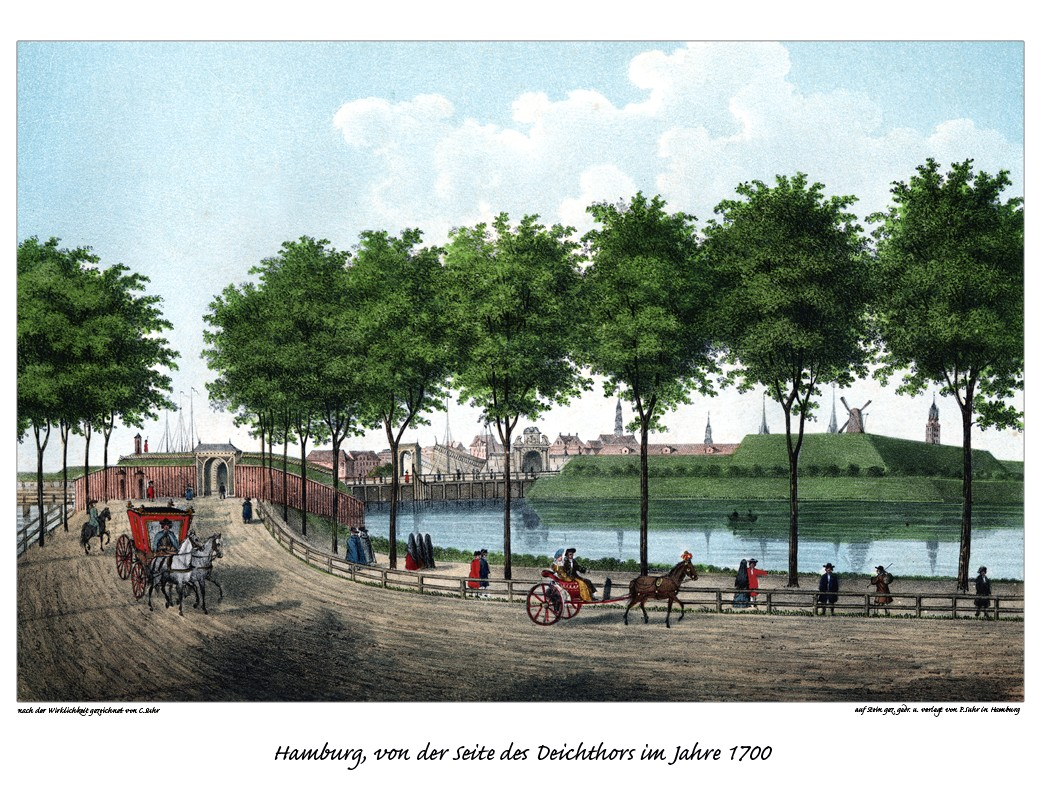
Das Deichtor im Jahre 1700. In der Nähe dieses Tores befand sich der Bauplatz der Leopoldus Primus.

Die Planungen für den Bau der Leopoldus Primus und der wahrscheinlich weitgehend baugleichen Wapen von Hamburg I begannen im Jahre 1663. Eine erste Erwähnung dieser Planungen findet sich im Protokoll der Sitzung der Admiralität vom 4. Juni 1663. Der Kaufmann Dietrich Vasmer schlug im Namen der gesamten Kaufmannschaft vor, dass 

„einige Schiffe bey der Stadt gebauet oder gekauffet werden, so capable wieder den Türcken zu wehren.“

Anstelle der bisherigen umgerüsteten Kaufmannschiffe sollten nun also vollwertige Kriegsschiffe für den Schutz der hamburgischen Frachtschiffe sorgen. Bereits am 23. September schlug der Rat der Bürgerschaft vor, zwei Fregatten bauen zu lassen. Zur Finanzierung sollte das Grabengeld, die Abgabe für den Bau, die Befestigung und die Bewachung der Wälle und Gräben der Stadt, verdoppelt werden. Die Bürgerschaft stimmte kurze Zeit später den Plänen zu.
Über den Bau der Leopoldus Primus sind nur wenige Informationen verfügbar. Der Baubeginn verzögerte sich aus unbekannten Gründen sehr stark. Fast schien es, dass die Pläne in Vergessenheit geraten waren. Im Februar 1665 mahnte die kurz zuvor gegründete Commerzdeputation, eine von sieben „ehrbaren Kaufleuten“ gegründete Vertretung der Hamburger Kaufmannschaft, den Bau an. Am 27. Juni 1666 erinnerte die Deputation wiederum an die Planungen, da der Bau immer noch nicht begonnen hatte. Am 31. Oktober bewilligte die Bürgerschaft erneut den Bau von zwei Schiffen, genehmigte das Grabengeld diesmal aber nur unter der Maßgabe, dass es erst bezahlt werden solle, wenn der Bau begonnen hätte.
Nachdem die Commerzdeputation im November 1666 und im Januar 1667 abermals den Bau anmahnte, brach ein Streit aus, wer denn nun die Kosten für den Bau der Schiffe übernehmen sollte. Inmitten einer Fülle von Schriftstücken, die zwischen der Admiralität und der Commerzdeputation hin- und hergewechselt wurden, Beratungen und Konferenzen über die Verteilung der Kosten machte der Bau allerdings weiterhin keine Fortschritte.
Die Kiellegung fand schließlich im Jahre 1667 statt. Nun wurde ein Schiff von der Kämmerei der Stadt und das andere durch die Commerzdeputation bezahlt und unter Aufsicht des jeweiligen Geldgebers gebaut. Der Bau beider Schiffe stand unter der Leitung eines unbekannten niederländischen Schiffbaumeisters und fand nach niederländischem Vorbild rein handwerklich, also ohne Bauzeichnungen, statt. Alle Baumeister der Zeit waren Inhaber von jeweils streng gehüteten Familiengeheimnissen, die nicht schriftlich niedergelegt oder weitergegeben wurden. Als Bauplatz diente ein Platz in der Nähe des Deich-Tores. Für die Bildhauerarbeiten, darunter die Heckfigur mit der Darstellung Leopolds I., war der hamburgische Bildhauer Christian Precht zuständig. Diese Figur wird heute im Museum für hamburgische Geschichte ausgestellt.
Noch im Jahr der Kiellegung waren die Holzarbeiten beendet, und im Februar 1668 begann man mit der Ausrüstung des Schiffes. Im September 1668 war die Leopoldus Primus einsatzfähig, was auch dem Rat mitgeteilt wurde. Allerdings scheint sie bereits im April fertig gewesen zu sein, da in einer Notiz der Commerzdeputation bereits zu diesem Zeitpunkt von einem neugebauwte Convoye-Schiff die Rede ist, das in diesem Sommer einsatzfähig sein werde. Unter ihrem ersten Kapitän M. Dreyer ging die Leopoldus Primus auf Jungfernfahrt.

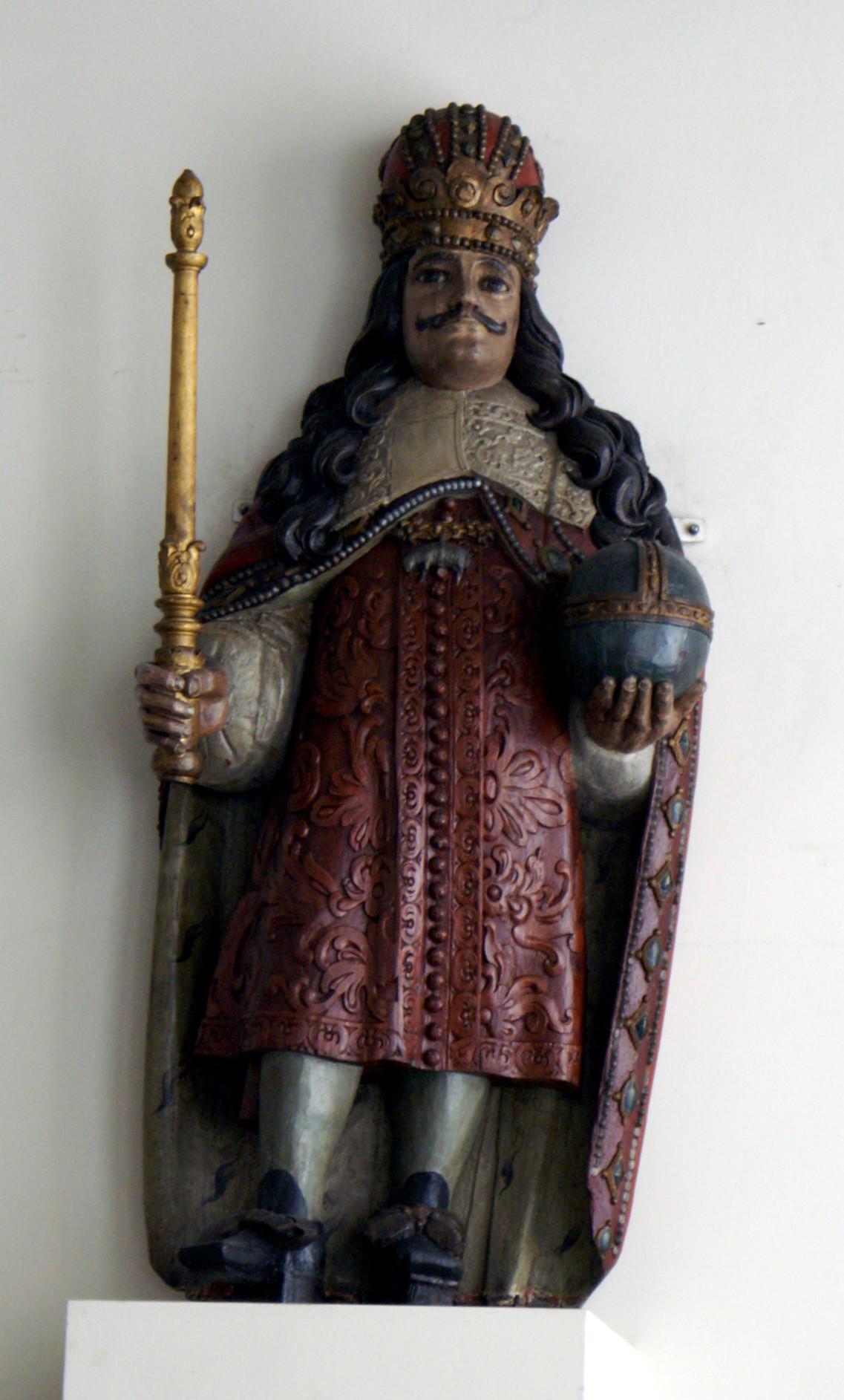
Leopold I. als Heckfigur der Leopoldus Primus. Der Legende nach sollen sich von dem prägnanten vorgeschobenen habsburgischen Kinn sogar Seeräuber bedroht gefühlt haben. Die Figur ist eine Arbeit des Hamburger Bildhauers Christian Precht, der auch Werke für Hamburger Kirchen schuf.

Die Namensgebung eines so wichtigen Schiffes nach einem streng katholischen Kaiser im fernen Wien war für Hamburg als Stadt, die sich eher weniger um Reichsangelegenheiten kümmerte, recht ungewöhnlich. Ein Motiv hierfür wird in einem handschriftlichen Gedicht genannt, das das Problem der Namenswahl thematisiert:
Die hamburgische Fregatte.
Ihr Edle, haltet Rath! wie wollet Ihr benennen
Das neuerbaute Schiff? wobey soll man es kennen,
Wann andrer Orten kombt? Solls der Neptunus sein?
Warumb ein Heiden-Gott? Ein heller Sternenschein,
Wie Amphora, wär guth, Aquarius von gleichen, 
Allein die Argo wird ja schwerlich diesem weichen.
Die führte fünfzig vier, so edell allzumahl
So rittermäßig all. Dis Schiff an gleicher Zahl
Führt auch soviel Geschütz, die müsste man beachten,
Dis hat so etwas Grund, doch kan man weiter trachten,
Zu finden einen Nahmen, der herrlich allen sey,
Der aller Völker Furcht, der dan diss Schiff befrey
Von Unlust, von Verdruss, so wirds dann heissen müssen,
Der Kayser Leopoldus, dem ich leg zum Füssen
J.V.S. Philolingius
Offenbar bezog sich der Autor auf den Sieg der Reichstruppen bei Mogersdorf unter Leopold I. gegen die Türken im Jahre 1664, womit der Vormarsch der Osmanen in Europa aufgehalten wurde. Diesen Kaiser als Schutzpatron gegen die muslimischen Piraten zu haben, war also eine naheliegende Idee. Hinzu kommt, dass die Handelspolitik Leopolds nach Norden orientiert war und er Hamburg als Exporthafen für Kupfer und Umschlagplatz für den Überseehandel benötigte. Diese Pläne waren den Hamburgern willkommen, da sie damit auch einen starken Verbündeten gegen den Herzog von Holstein besaßen, der noch lange den Status Hamburgs als Freie Reichsstadt bestritt.
Die freundlichen Beziehungen zwischen dem Kaiser und Hamburg stammten aus der Zeit des Dreißigjährigen Krieges, in dem sich Hamburg strikt neutral verhalten hatte.

## Konstruktion, Ausrüstung und Mannschaft

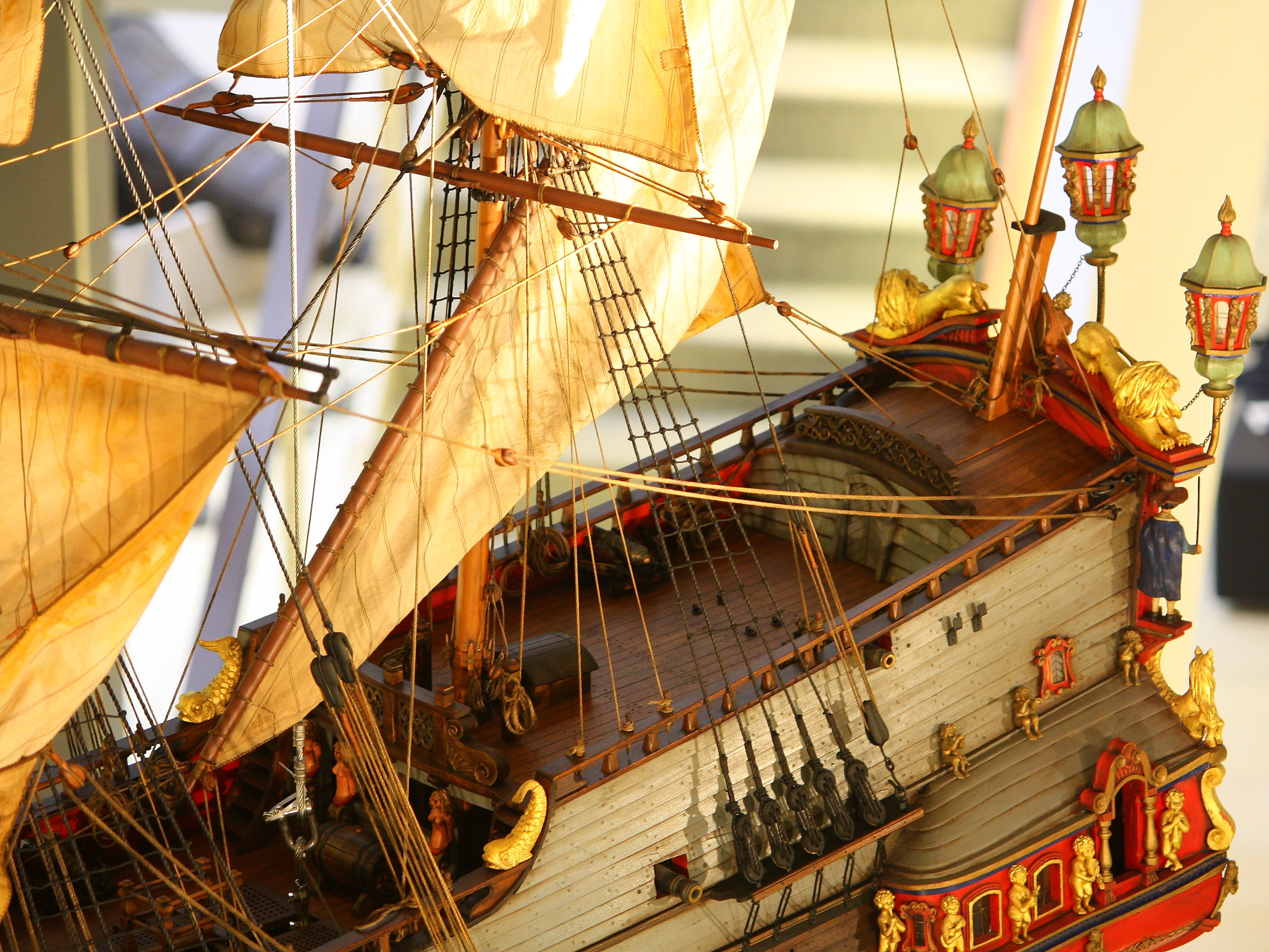
Blick auf das Kampanje- und Poopdeck

Rekonstruierter Querschnitt durch die Leopoldus Primus an Spant 8. Gut erkennbar der Knick im unteren Bereich des Rumpfes.

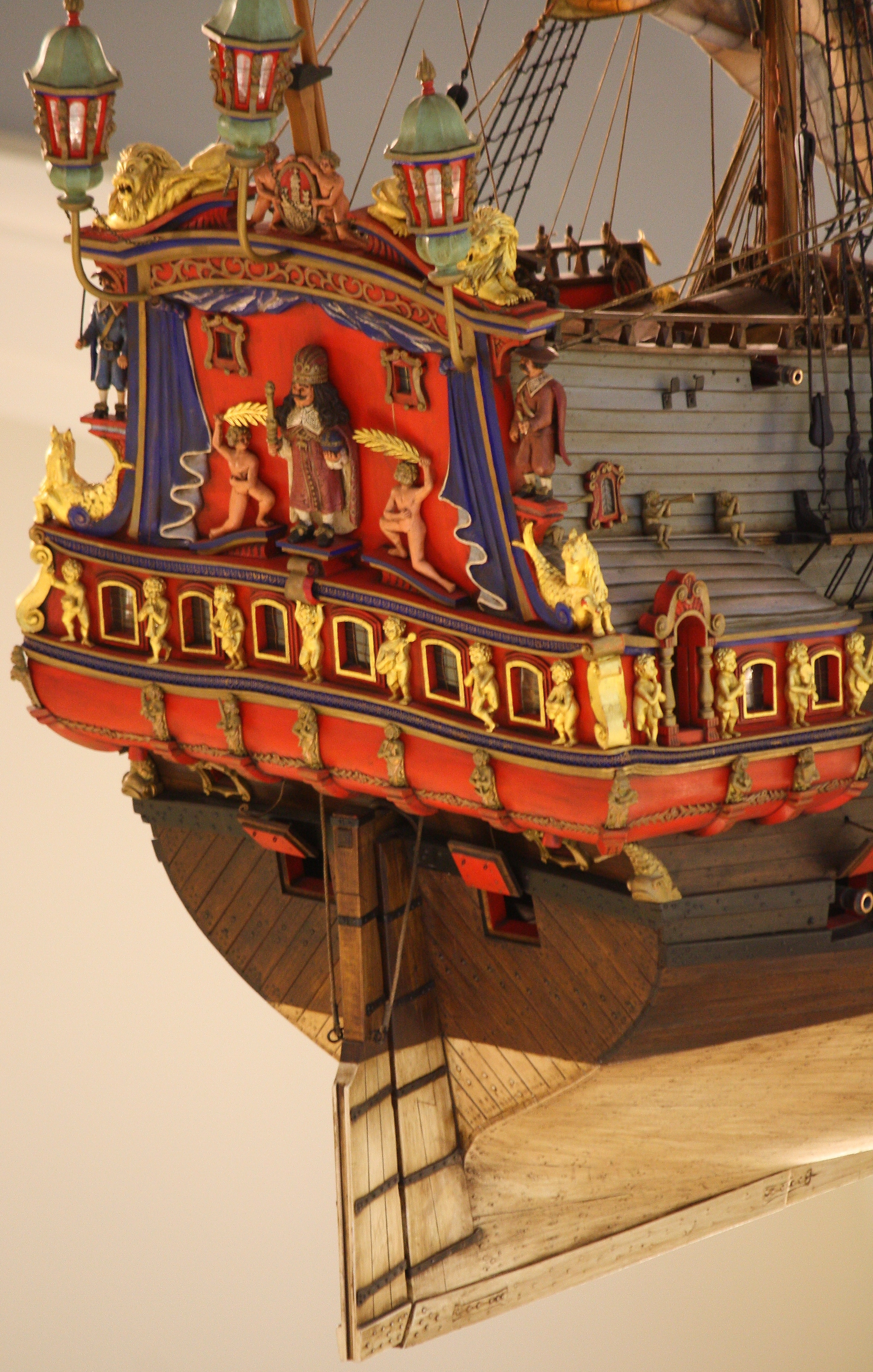
Der kunstvoll verzierte Heckspiegel der Leopoldus Primus mit zahlreichen allegorischen Figuren sowie dem Abbild von Kaiser Leopold I.

Über die Größe und das Aussehen, genauso wie über ihr Schwesterschiff, die Wapen von Hamburg, liegen nur sehr wenige und wenig ergiebige Unterlagen vor. Die Abmessungen sind nicht überliefert. Über ein Modell, wie es zu dieser Zeit üblich war, ist nichts bekannt. Deshalb kann das Aussehen des Schiffes nur über die wenigen authentischen Abbildungen und den erhalten gebliebenen Bauzerter, das heißt den Baukontrakt der Wapen von Hamburg aus dem Jahre 1685 rekonstruiert werden.
Nach dieser Rekonstruktion handelt es sich bei der Leopoldus Primus um einen zweideckigen vollgetakelten Rahsegler mit Spiegelheck. Als sicher gilt, dass für die beiden Schiffe, wie im übrigen Europa auch, die führende niederländische Bauform nachgeahmt wurde. Quinger vermutet, dass die Leopoldus Primus und die Wapen von Hamburg ein mehr oder minder ähnlicher Nachbau des niederländischen Admiralsschiffes Aemilia waren. Demnach hatte die Leopoldus Primus eine Länge von knapp 40 m und eine Breite von fast 11 m. Um über die Untiefen in der Elbe nach Hamburg zu gelangen, war der Rumpf der Leopoldus Primus wohl nach der sogenannten „Rotterdamer Form“ gebaut. Das heißt, dass der Rumpf im unteren Teil einen Knick aufwies, der dafür sorgte, dass das Schiff bei gleichbleibender Verdrängung und gleich guten Stabilitätseigenschaften einen wesentlich geringeren Tiefgang aufwies als Schiffe mit einem gleichmäßig gerundeten Rumpf.
Das Heck war durch den Spiegel glatt abgeschlossen, an dem die oben abgebildete Figur Leopolds befestigt war. Der Heckspiegel bildete zusammen mit der Seitengalerie eine bauliche Einheit. Der Heckspiegel und die Galerie waren aus Repräsentationsgründen durch kunstvolle barocke Schnitzereien und Bildhauerarbeiten geschmückt. So befanden sich wahrscheinlich oberhalb der Leopold-Figur als Abschluss des Spiegels zwei Löwen. Die Figur dürfte durch diverse Darstellungen von Seepferden, Delphinen und anderem Seegetier umrahmt gewesen sein. Auch viele andere Teile des Schiffes waren mit Bildhauerarbeiten und Zierrat versehen.
Die Bordwand war bis zur Reling beplankt, also auch das Schanzkleid. Die Beplankung des Schiffes war kraweel ausgeführt, das heißt, die Enden der Planken stießen stumpf aufeinander, so dass eine glatte Außenfläche entstand.
Die Leopoldus Primus besaß drei Masten, den Fockmast mit Focksegel, Vormarssegel und Vorbramsegel, den Großmast mit Großsegel, Großmarssegel und Großbramsegel und den Besanmast mit Kreuzsegel und Besansegel. Weiterhin besaß sie einen Bugspriet mit mehreren kleineren Segeln. Die Segel dürften wohl eine Farbe von Grau bis zu einem hellen Ockergelb gehabt haben. Weiß ist dafür hingegen auszuschließen.
Den wichtigsten Teil der Ausrüstung für den Einsatz als Konvoischiff bildeten die Geschütze. Die Leopoldus Primus besaß insgesamt 54 Geschütze. Die schwersten Kaliber standen üblicherweise auf dem unteren Batteriedeck, die leichteren auf dem oberen sowie auf Back und Achterdeck. Für das Schwesterschiff der Leopoldus Primus, die Wapen von Hamburg, wurde folgende Aufteilung der Kaliber rekonstruiert, die in ähnlicher Weise auch auf die Leopoldus Primus zutreffen dürfte:
- 26 18-Pfünder-Kanonen
- 18 8-Pfünder-Kanonen
- 4 6-Pfünder-Kanonen
- 6 4-Pfünder-Kanonen

Die Leopoldus Primus besaß mehr Geschützpforten als Kanonen, um eine Umstellung der Geschütze vornehmen zu können. Die Rohre waren vermutlich aus Gusseisen gefertigt. Bronze dürfte nur für wenige repräsentative Stücke verwendet worden sein. Die Geschütze wurden teils in Hamburg im Auftrag der Admiralität gegossen, teils in Hamburg oder auswärts gekauft. Wenn die Leopoldus Primus für längere Zeit in den Hafen von Hamburg einfuhr, wurden die Geschütze ausgeladen und sofort in das für die Ausrüstung der Konvoischiffe zuständige Konvoiarsenal geschafft. Sie wurden erst wieder für die nächste Fahrt auf das Schiff zurückgebracht. Hintergrund der Maßnahme war unter anderem, dass diese Geschütze dadurch auch für die Verteidigung der Stadt verwendet werden konnten. Als beispielsweise 1686 Hamburg von den Dänen angegriffen wurde, schaffte man die Konvoigeschütze auf die Wälle der Stadt. Erst im Mai 1687 gab man die Geschütze an die Schiffe zurück.
Die Besatzung der Leopoldus Primus bestand je nach Länge und Zweck der Reise aus rund 150 bis 250 Mann. Davon waren etwa 15 bis 20 Mann im Offiziersrang, darunter der Kapitän, sein Leutnant, aber auch der Prediger und der Kommandeur der Soldaten. Angeheuert wurde die eigentliche Mannschaft nur für die Dauer einer Reise. In Hamburg wurden aber keine Matrosen, wie im England der Zeit üblich, zum Dienst gepresst, sondern in der Stadt selbst und in anderen wichtigen Heuerplätzen angeworben. Für die Ausrüstung wie Seekiste, Seesack, Hängematte und Bekleidung hatten die Matrosen selbst zu sorgen. Die eher ärmliche Bekleidung stellten sich viele Matrosen aus Tuchabfällen selbst her. Die schlechten hygienischen Zustände auf den Schiffen bedingten, dass auf einen im Gefecht getöteten Mann bis zu vier Mann der Besatzung kamen, die durch Krankheit starben.
In der oben angegebenen Mannschaftsstärke waren auch etwa 40 bis 60 Mann auf Zeit angeworbene Soldaten inbegriffen. Sie wurden aus der ständigen, ausgebildeten Besatzung der Stadt Hamburg gewonnen und vom Stadtkommandanten auf die Leopoldus Primus und die anderen Konvoischiffe abkommandiert. Im Gegensatz zu den Matrosen trugen sie die Uniform der hamburgischen Stadttruppe und hatten neben ihrer eigentlichen Aufgabe im Gefecht den Auftrag, die Disziplin und die Ordnung an Bord aufrechtzuerhalten.

## Einsätze und Abwrackung

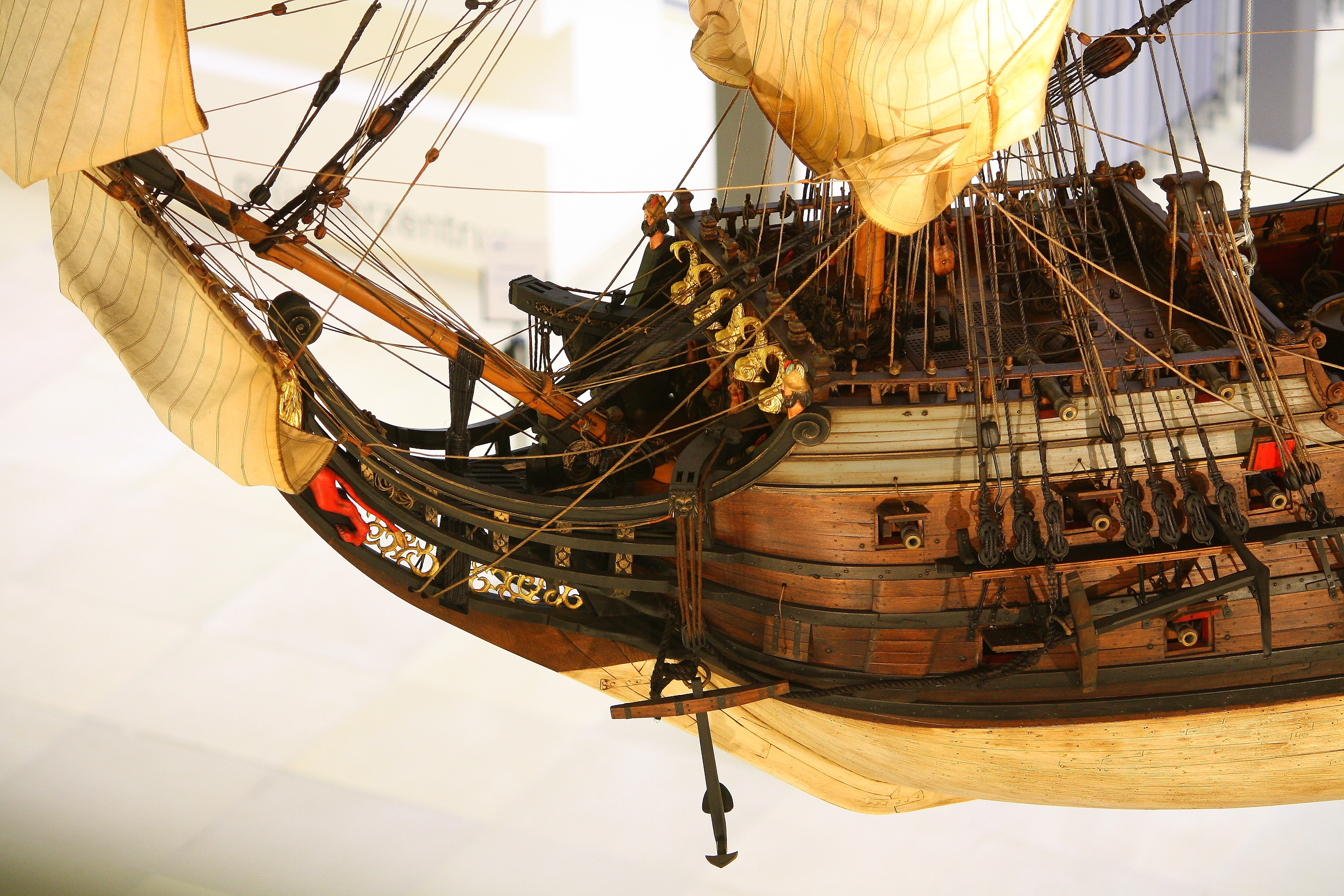
Das Vorschiff der Leopoldus Primus

Der erfolgreiche Einsatz der Leopoldus Primus ist durch zahlreiche Berichte belegt. So gewann im Spätherbst des Jahres 1673 Kapitän Berent Jakobsen Karpfanger mit der Leopoldus Primus auf der Doggerbank ein Gefecht gegen französische Kaperschiffe, als diese einen von der Leopoldus Primus beschützten Konvoi, der aus Portugal kam, angriffen. Ein Jahr später stieß Karpfanger bei Kap St. Vincent auf drei türkische Seeräuberschiffe, die allerdings das Gefecht vorzeitig abbrachen.
Höhepunkt der Einsätze der Leopoldus Primus unter Karpfanger war die Abwehr von fünf französischen Kaperfregatten in der Elbmündung am 11. September 1678. Die französischen Fregatten hatten es auf einen 50 Schiffe starken Konvoi von Walfängern abgesehen, der von Grönland auf der Heimfahrt nach Hamburg war. Dabei wurden nach einem zwölfstündigen Gefecht zwei französische Fregatten versenkt und der Rest in die Flucht geschlagen. Auf Hamburger Seite gab es keine Verluste an Schiffen, die Leopoldus Primus selbst wurde nur leicht beschädigt. Nur zwei Mann der Besatzung der Leopoldus Primus fanden den Tod und ein Mann wurde verletzt. Der Legende nach empfing Hamburg den Kapitän der Leopoldus Primus mit einem Triumphzug und der Rat soll Karpfanger ein Geldgeschenk von 300 Reichstalern überreicht haben.
Als im Jahr 1679 Schiffe der Flotte Brandenburg-Preußens bei den Shetlandinseln, vor dem Vlie und vor Helgoland kreuzten, darunter auch die Fregatte Berlin, um versprochene Subsidiengelder aus dem Schwedisch-Brandenburgischen Krieg in Höhe von 150.000 Talern von Hamburg zwangsweise einzuziehen, kam es zu einer Begegnung zwischen mehreren hamburgischen Schiffen, darunter die Leopoldus Primus und die Wapen von Hamburg, und der brandenburgischen Flotte. Beide Seiten lagen sich gefechtsbereit gegenüber, da aber allen bekannt war, dass sich Hamburg und Brandenburg in Verhandlungen befanden, ging diese Begegnung glimpflich aus. Letztendlich einigte man sich friedlich, dass Hamburg die ausstehenden Gelder bezahlen würde.

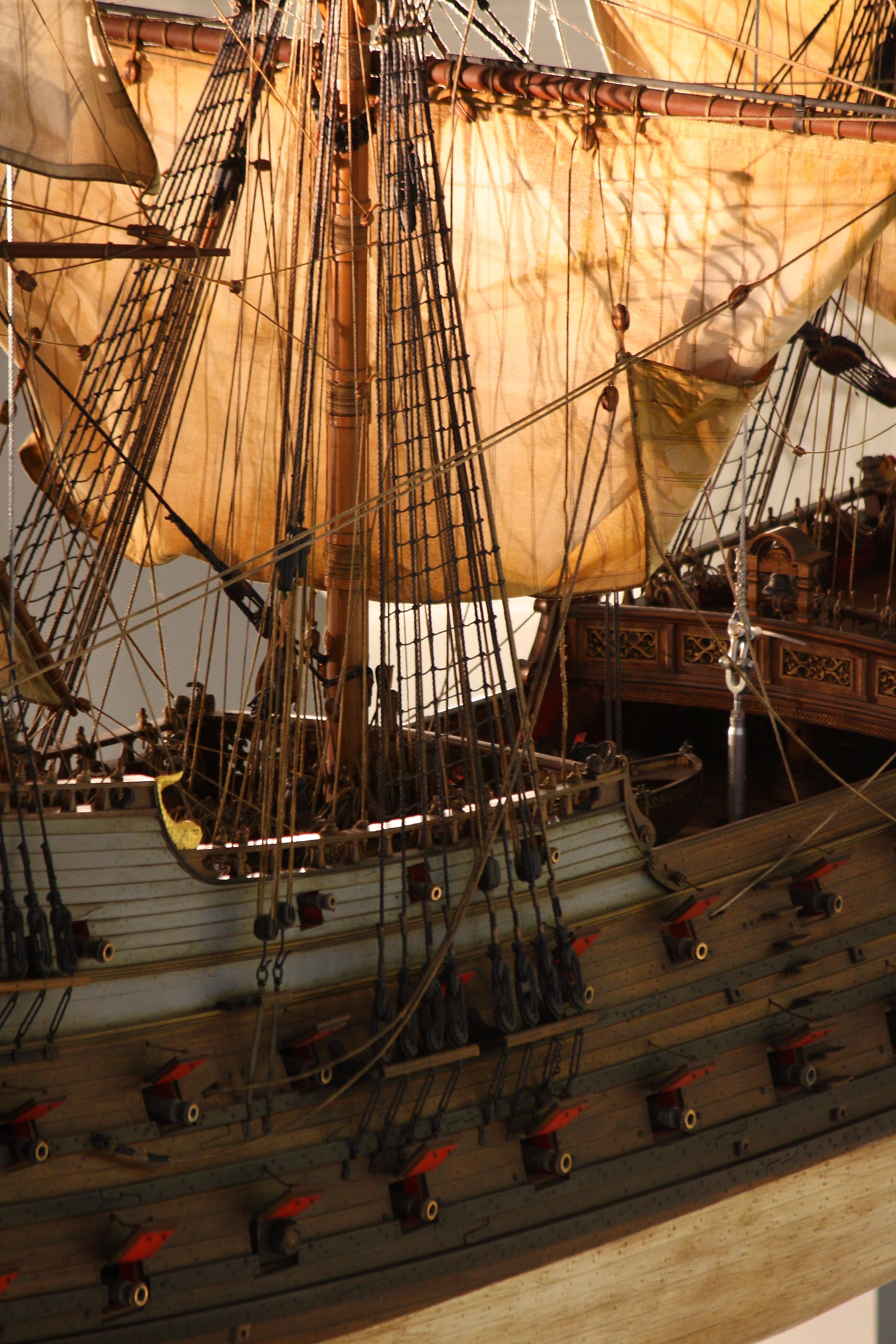
Detailansicht der Kuhl

Im Jahre 1681 war die Leopoldus Primus unter Karpfanger an der Rettung der spanischen Silberflotte vor einem Angriff durch türkische Schiffe beteiligt und im August 1686 leistete die Leopoldus Primus wichtige Dienste bei der Verteidigung der Stadt gegen Dänemark unter Christian V. Ein Beschluss des Rates gab der Admiralität dabei das Recht, die Leopoldus Primus nach ihrem Ermessen einzusetzen. Ohne diesen Einsatz und das Eingreifen brandenburgischer und hannoveranischer Schiffe wäre die Selbständigkeit der Stadt wohl durch eine dänische Besetzung beendet worden. 1693 wurde die Leopoldus Primus vor Kap St. Vincent erneut angegriffen, diesmal von französischen Kaperern. Dabei gingen fast alle hamburgischen Schiffe des Konvois verloren.
Im Jahre 1702, die Leopoldus Primus war das älteste der drei damals vorhandenen hamburgischen Konvoischiffe, geriet sie auf einer Konvoi-Fahrt in Richtung Westen in einen starken Sturm und wurde schwer beschädigt. Kapitän Schröder musste umkehren und Falmouth in England als Nothafen anlaufen. Nach einer Besichtigung hielten die Zimmerleute die Leopoldus Primus einer Reparatur nicht für wert. Schröder meldete dies zusammen mit Gutachten seiner Offiziere nach Hamburg. Der Vorschlag, das Schiff zu verkaufen, wurde vom Rat und der Admiralität abgelehnt und die Leopoldus Primus nach Hamburg überführt. Hamburger Sachverständige kamen nach ihrer Begutachtung zum Schluss, dass die Leopoldus Primus reparaturfähig sei, und teilweise wurde davon gesprochen, dass sie noch zehn Jahre fahren könne. Daraufhin wurde die Leopoldus Primus für 3500 Mark (1166 Taler) repariert und unternahm 1703 eine Reise nach Grönland.

Bevor die Leopoldus Primus zu ihrer nächsten Fahrt aufbrechen konnte, befragte das Konvoikolleg im März 1705 die Offiziere und einen Matrosen, wie sich das Schiff auf der Konvoifahrt gehalten habe. Am ungünstigsten äußerte sich der Oberbootsmann, und der Matrose meinte: 

„Das Schiff sey bei stillem Wetter gut, bey schlechtem Wetter verlangte er damit nicht zu fahren.“

Auch wenn einige Sachverständige der Meinung waren, dass die Leopoldus Primus noch einige Fahrten nach England unternehmen könnte, beschloss das Konvoikolleg in Einverständnis mit dem Rat, die Leopoldus Primus nicht mehr in See stechen zu lassen. Diese Entscheidung wurde sicherlich auch vor dem Hintergrund der unverhältnismäßig hohen Kosten getroffen, die eine erneute Reparatur erfordert hätte. Nach 36 Jahren war die Laufbahn des ersten Konvoischiffes der Stadt Hamburg beendet. Seitdem ist von der Leopoldus Primus nichts mehr überliefert. Sie scheint im Jahre 1705, wahrscheinlich in Hamburg, abgewrackt worden zu sein.
Insgesamt unternahm die Leopoldus Primus 22 Reisen zur Iberischen Halbinsel, drei Reisen nach England und neun Reisen zum Schutz von Walfängern nach Grönland. Damit war sie das Hamburger Konvoischiff mit den meisten Einsätzen während ihrer Dienstzeit. Nur die Admiralität von Hamburg konnte mit 32 Reisen eine annähernde Bilanz vorweisen. Alle anderen Konvoischiffe der Stadt Hamburg, da oft eher aus Repräsentationszwecken gebaut, wurden ihrem eigentlichen Einsatzzweck niemals in diesem Maße gerecht.

## Quellenlage und bildliche Darstellungen

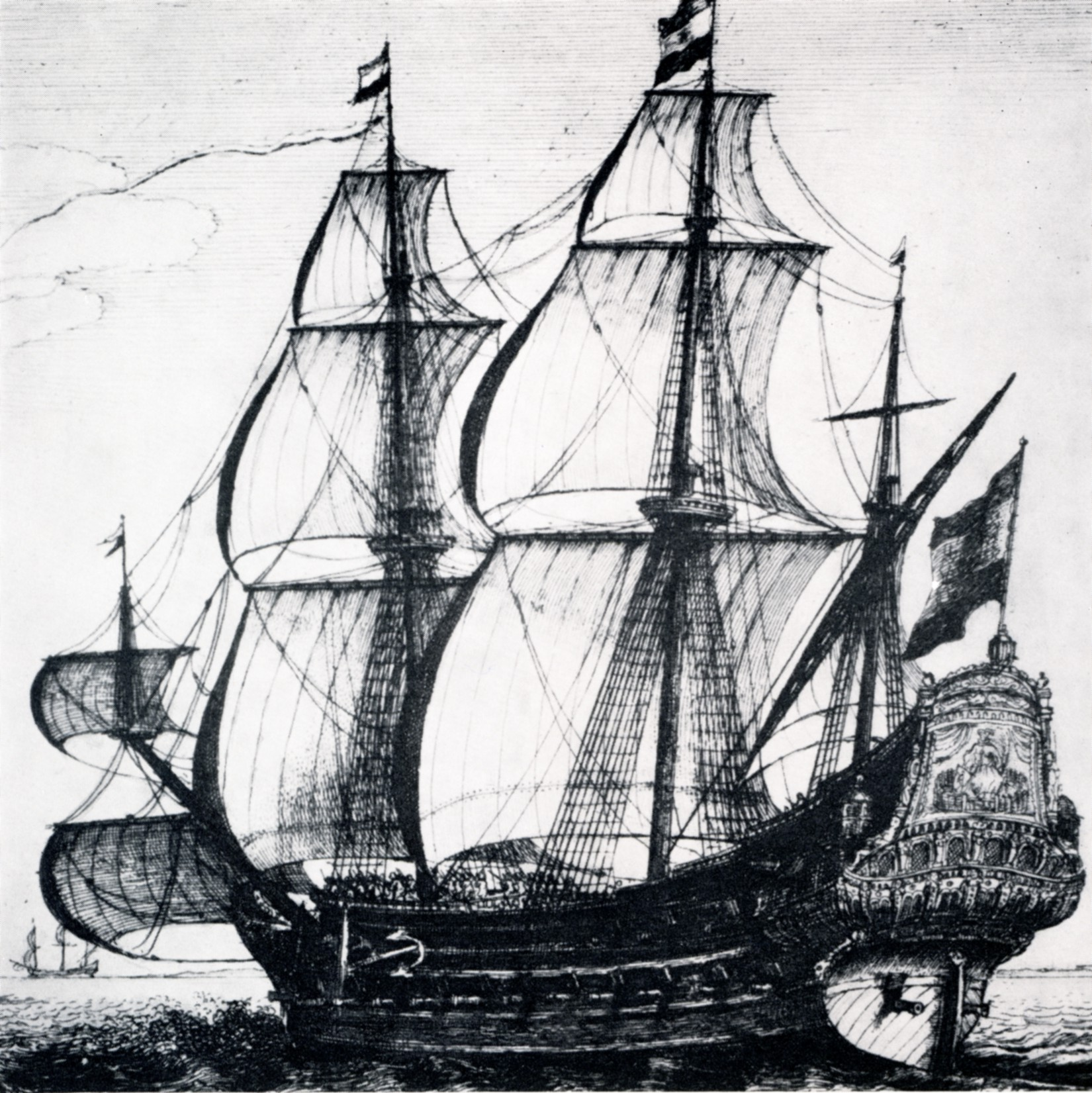
Die Vorlage für das Plagiat von Wichmann. Vermutlich die de Holland’sche Magd in den Tuin. Kupferstich von Wenzel Hollar, Amsterdam, 1647.
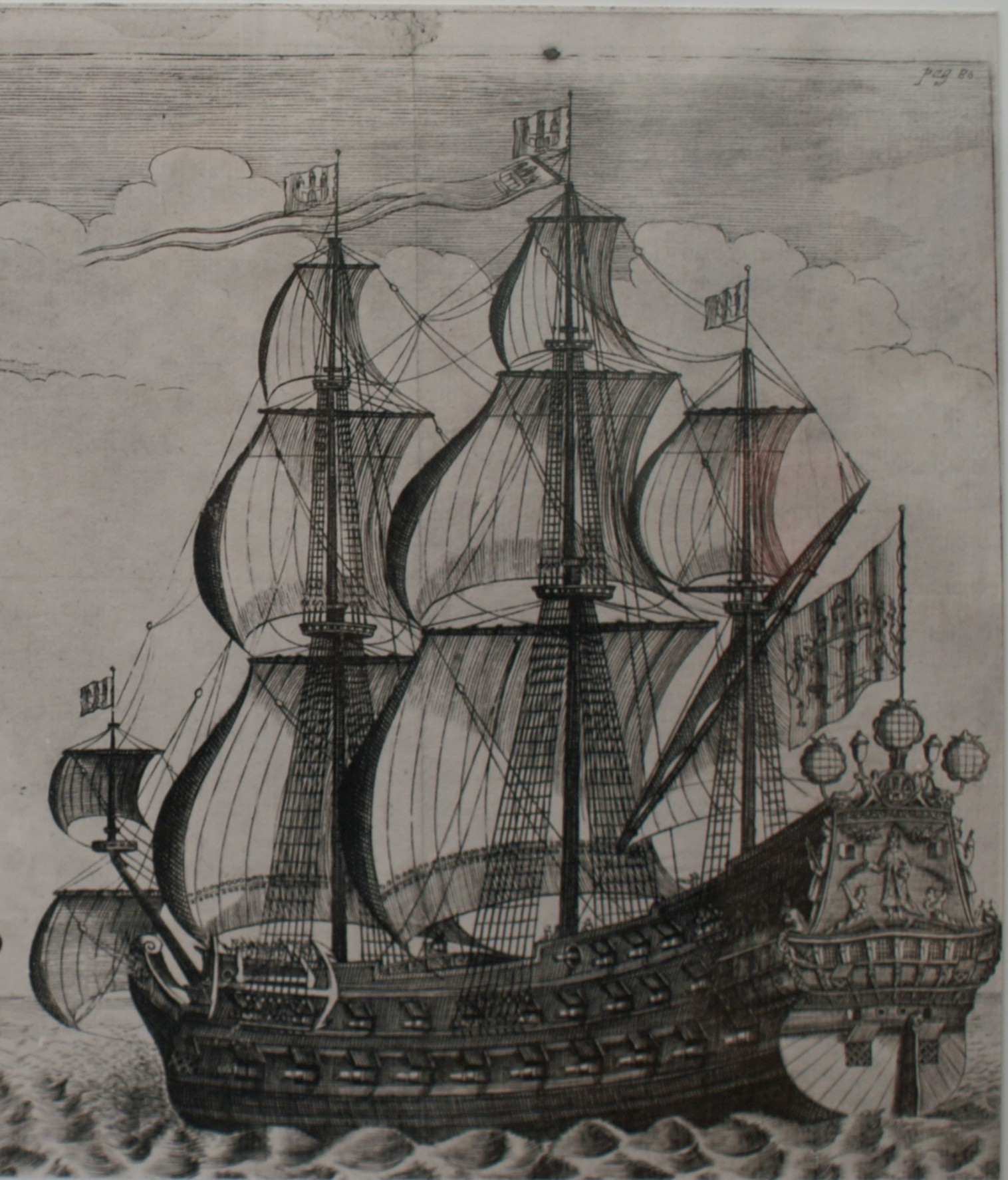
Die angebliche Leopoldus Primus auf dem plagiierten Stich von Joachim Wichmann von 1675.
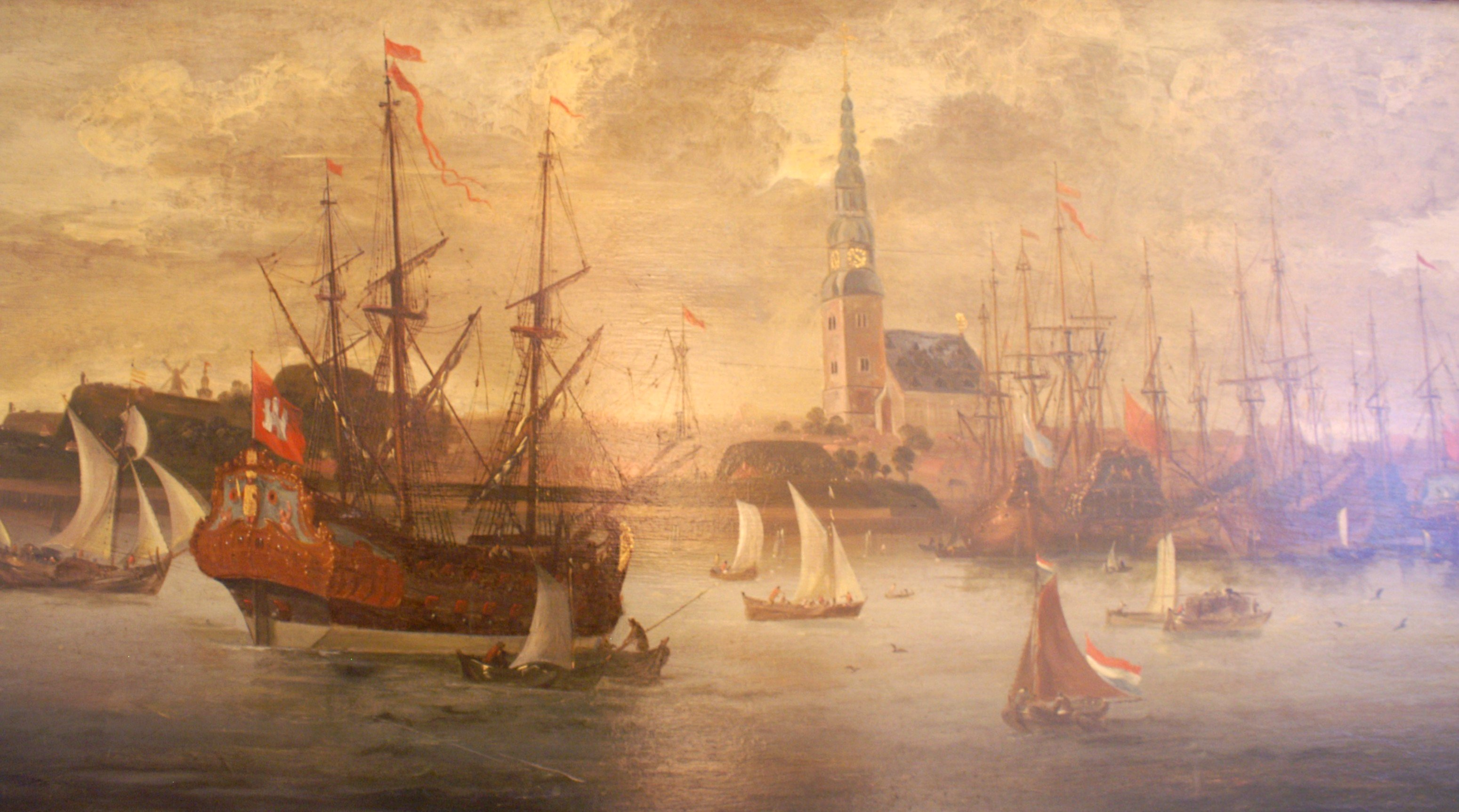
Die Leopoldus Primus auf einem Detailausschnitt aus dem Gemälde Ansicht Hamburgs von Südwesten von Johann Georg Stuhr von 1688.
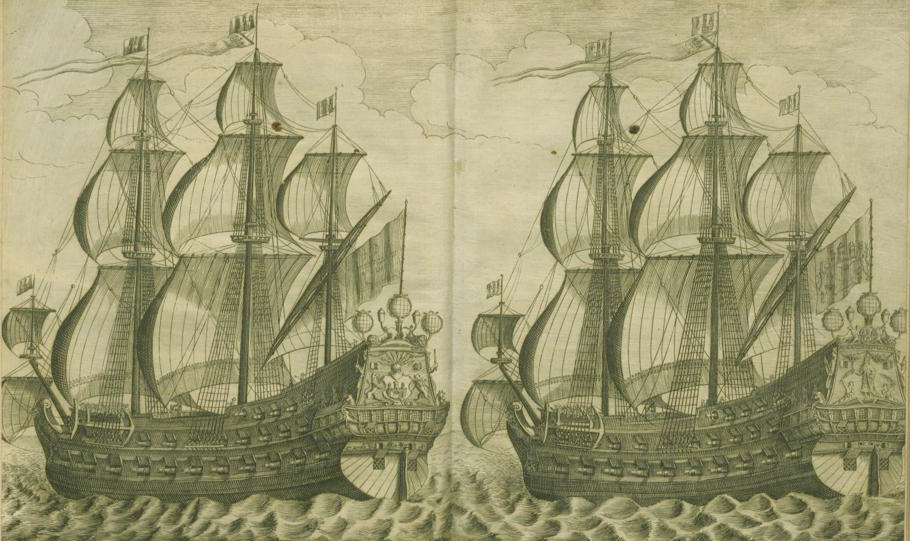
Die Leopoldus Primus und die Wapen von Hamburg im 1675 erschienenen Buch von Peter Hessel